# Un mito moderno. De cosas que se ven en el cielo
Un mito moderno. De cosas que se ven en el cielo (en alemán Ein moderner Mythus: Von Dingen, die am Himmel gesehen werden), publicado en 1958, es una de las últimas obras del psiquiatra, psicólogo y ensayista suizo Carl Gustav Jung, en la que analiza el fenómeno ovni desde una perspectiva psicológica. Forma parte del volumen 10 de su Obra completa.

## Contenido
Un mito moderno. De cosas que se ven en el cielo representa un estudio del rumor visionario sobre los ovnis.

Atendiendo a su forma, características y antecedentes en relación con los símbolos oníricos y artísticos, Jung plantea que los ovnis son un símbolo de totalidad que avisa del peligro de la masificación para la vida del individuo, volcado hacia el exterior e incapaz de comprender su interior. Como en muchas otras ocasiones, se malentendió a Jung hasta hacerle un profeta de los ovnis.

Dentro del marco de la historia de la ufología, se trata del precedente más directo de las hipótesis psicosocial y paraufológica surgidas años después para tratar de explicar el fenómeno ovni desde el sujeto, desde el fundamento psíquico y sociológico del testigo, en detrimento del objeto percibido, algo esto último más propio de la hipótesis extraterrestre hegemónica hasta entonces.
El ensayo de Jung realiza un completo estudio del trasfondo psíquico de las visiones y manifestaciones de los ovnis, analizando su simbolismo y mitología, y enmarcándolo en su tesis de los arquetipos de lo inconsciente colectivo.
Para Jung entre psique y materia existiría un continuum, los ovnis serían más bien de naturaleza psicoide, es decir, tendrían por base una realidad que integra y supera los opuestos anteriormente mencionados de materia y psique o unus mundus. De ahí la imposibilidad de resolver su naturaleza apelando unilateralmente a la fría objetividad o a la mera subjetividad, haciéndose necesaria una aproximación unificadora a través del símbolo.
En la última carta de agosto de 1957 dirigida por el psiquiatra suizo al físico Wolfgang Pauli (un año antes del fallecimiento de este último), Jung confirma haber completado el documento de la obra, exponiendo las conclusiones al respecto. De entrada declara que «no hay absolutamente ninguna duda de que es el simbolismo de individuación el que se encuentra en la base psicológica del fenómeno ovni»:

He leído la mayor parte de la literatura relevante y he llegado a la conclusión de que el mito ovni representa el simbolismo proyectado, es decir, concretado, del proceso de individuación. (...) Hoy, como consecuencia de la desorientación general imperante, la división política en el mundo y la consiguiente separación individual de la consciencia y lo inconsciente, el Sí-mismo está generalmente constelado en forma arquetípica (es decir, en lo inconsciente), algo que había venido encontrando repetidamente en mis pacientes. Ahora, como sé por experiencia que un arquetipo constelado, es decir, activado, puede no ser la causa pero sí ciertamente una condición del fenómeno de sincronicidad, he llegado a la conclusión de que hoy en día pueden esperarse acontecimientos que correspondan al arquetipo como una especie de imagen reflejada.

Añade así su paralelismo con el fenómeno de la sincronicidad y apunta a la constelación psicoide del arquetipo, del Sí-mismo, en su doble manifestación indiferenciada de materia y psique:

Por lo tanto, me he preguntado si sería posible que las imágenes arquetípicas tuvieran su correspondencia no solo en una cadena causal material independiente, como en el fenómeno de la sincronicidad, sino también en algo semejante a acontecimientos o ilusiones falsas, que, a pesar de su naturaleza subjetiva, fueran idénticas a una disposición física similar. En otras palabras, el arquetipo forma una imagen que es a la vez psicológica y física. Esta, por supuesto, es la fórmula para la sincronicidad, aunque con la diferencia de que en el caso de la última, la cadena psicológica causal está acompañada por una cadena física de eventos con un significado similar. Los ovnis, sin embargo, parecen ser acontecimientos que aparecen y desaparecen sin razón aparente, siendo la única legitimación para su existencia su relación en el significado del proceso psíquico. Así que sería feliz, y me quitaría un peso de encima, si pudiera negar convincentemente su existencia objetiva. Pero por varias razones, me parece imposible. Hay más en esto que solo un mito interesante y convencionalmente explicable.

## Historia de su publicación y tergiversación posterior
Un año antes de su publicación, el 12 de diciembre de 1957, Jung dirigió una carta a Gilbert A. Harrison, editor del New Republic, el cual le solicitó un artículo sobre el fenómeno ovni. Dicha carta fue subastada en 2013 en las Swann Auction Galleries:

Estimado Sr. Harrison. El problema de los ovnis es, como usted bien dice, muy fascinante, pero es tan desconcertante como fascinante, ya que, a pesar de todas las observaciones que conozco, no hay certeza acerca de su propia naturaleza. Por otro lado, existe un material abrumador apuntando a su aspecto legendario o mitológico. Como cuestión de hecho, el aspecto psicológico es tan impresionante, que casi hay que lamentar que los ovnis parezcan ser reales, después de todo. He seguido la bibliografía en la medida de lo posible y me parece como si se hubiera visto algo e incluso confirmado por radar, pero nadie sabe exactamente lo que se ve. Teniendo en cuenta el aspecto psicológico del fenómeno, he escrito un libro sobre él, de próxima aparición. También está en proceso de ser traducido al inglés. Desafortunadamente, estando ocupado con otras tareas, soy incapaz de cumplir con su propuesta. Siendo bastante viejo, tengo que ahorrar mis energías. Muy atentamente.

Finalmente publicó su obra en 1958. Dicho título ahonda en el rumor mundial sobre los «platillos volantes». En el prólogo a la edición angloestadounidense, Jung alude a un artículo de 1954 escrito para el semanario suizo Die Weltwoche en el que mostraba su escepticismo. En 1958, la prensa mundial descubrió dicha entrevista, divulgándose la noticia a nivel internacional, pero de manera distorsionada, citándosele como creyente en los ovnis. El resumen tergiversado y no autorizado de sus textos fue publicado por las revistas Flying Saucer Review y APRO Bulletin, contenido que a día de hoy sigue distribuyéndose falazmente.
A pesar de dirigir una rectificación a la agencia United Press, la versión auténtica de su opinión se ignoró. En dicho comunicado a United Press International aclara sin embargo que no puede afirmar nada sobre la cuestión de la realidad o irrealidad física de los ovnis, pues no posee pruebas suficientes ni a favor ni en contra. Debido a ello, se ocupa solamente del aspecto psicológico del fenómeno, sobre el cual se dispone de mucho material.

He formulado mi posición ante la cuestión de la realidad de los ovnis con la frase: «La gente ve algo, pero no sabemos qué es». Esta formulación deja abierta la cuestión del «ver»: se puede ver algo material, pero también se puede ver algo psíquico. Las dos cosas son realidades, pero de tipos diferentes.

Según relata su biógrafa Aniela Jaffé, en su último año de vida (1961) Jung creó un archivo especial acerca de los ovnis donde reunió libros, revistas especializadas, reportes de periódico con informes de apariciones en todo el mundo, además de cartas, relatos de sueños y sus propias notas al respecto. «Parte» de dicho material se incluyó previamente en Un mito moderno (1958).

## Índice
- Prólogo
- 1. El ovni como rumor
- 2. El ovni en los sueños
- 3. El ovni en la pintura moderna
- 4. Sobre la historia del fenómeno de los ovnis
- 5. Resumen
- 6. El fenómeno de los ovnis desde un enfoque no psicológico
- 7. Epílogo
- Apéndice
- Prólogo a la primera edición inglesa.

## Ediciones en español
En español, la obra tuvo inicialmente dos ediciones, una en 1961 a partir de la editorial porteña Sur, y otra posterior reedición en 1987 a cargo de la editorial mexicana Nilo-Mex. En ambos casos se omitió del título el encabezado Un mito moderno, al parecer tratando de minimizar el trasfondo mitológico de su análisis.
Posteriormente en 2001, y gracias a la editorial madrileña Trotta, se publicó íntegramente tanto el ensayo original como sus complementos, dentro del marco de la edición de la Obra completa de Carl Gustav Jung.
En 2018, la editorial alicantina Reediciones Anómalas se encargó de realizar una nueva edición íntegra tanto del ensayo original como de sus complementos, con prólogo de Enrique Galán Santamaría, quien fuera a su vez responsable de la edición de la Obra completa.
- Un mito moderno. De cosas que se ven en el cielo. Prólogo: Enrique Galán Santamaría. Traducción: Carlos Martín Ramírez y Jorge Navarro Pérez. Ilustración: Óscar Bometón. Alicante: Reediciones Anómalas. 2018. ISBN 978-84-09-00955-8.
- Obra completa de Carl Gustav Jung. Madrid: Editorial Trotta.

1. Volumen 10: Civilización en transición. 15. Un mito moderno. De cosas que se ven en el cielo (1958). Traducción: Carlos Martín Ramírez. 2001 [2ª edición: 2014]. ISBN 978-84-8164-405-0.
2. Volumen 18/2: La vida simbólica. XI. Civilización en transición (OC 10). Sobre los «platillos volantes». Traducción: Jorge Navarro Pérez. 2009. ISBN 978-84-9879-082-5.